# Найтстаун (Індіана)
Найтстаун (англ. Knightstown) — місто (англ. town) в США, в окрузі Генрі штату Індіана. Населення — 2140 осіб (2020).

## Географія
Найтстаун розташований за координатами 39°47′44″ пн. ш. 85°31′51″ зх. д. / 39.79556° пн. ш. 85.53083° зх. д. (39.795593, -85.530969).  За даними Бюро перепису населення США в 2010 році місто мало площу 2,69 км², з яких 2,67 км² — суходіл та 0,03 км² — водойми.

## Демографія
Згідно з переписом 2010 року, у місті мешкали 2182 особи в 899 домогосподарствах у складі 590 родин. Густота населення становила 810 осіб/км².  Було 1001 помешкання (372/км²).
Расовий склад населення:
| - 98,0 % — білих - 0,1 % — вихідців з тихоокеанських островів - 0,1 % — корінних американців - 0,1 % — чорних або афроамериканців - 0,1 % — азіатів |

До двох чи більше рас належало 1,1 %. Частка іспаномовних становила 0,6 % від усіх жителів.
За віковим діапазоном населення розподілялося таким чином: 25,4 % — особи молодші 18 років, 58,6 % — особи у віці 18—64 років, 16,0 % — особи у віці 65 років та старші. Медіана віку мешканця становила 38,8 року. На 100 осіб жіночої статі у місті припадало 91,4 чоловіків;  на 100 жінок у віці від 18 років та старших — 88,5 чоловіків також старших 18 років.
Середній дохід на одне домашнє господарство  становив 49 015 доларів США (медіана — 36 920), а середній дохід на одну сім'ю — 59 205 доларів (медіана — 49 792). Медіана доходів становила 40 982 долари для чоловіків та 30 817 доларів для жінок. За межею бідності перебувало 17,6 % осіб, у тому числі 35,7 % дітей у віці до 18 років та 8,4 % осіб у віці 65 років та старших.
Цивільне працевлаштоване населення становило 927 осіб. Основні галузі зайнятості: виробництво — 19,2 %, освіта, охорона здоров'я та соціальна допомога — 16,5 %, роздрібна торгівля — 14,8 %.

## Відомі люди
- Рубі Ґрін Сміт (1878—1960) — американська ентомологиня, началася у середній школі.